# Combate de la Altura 234
El Combate de la Altura 234 o Combate de Fanning Head fue un combate de la Guerra de las Malvinas dentro de la Batalla de San Carlos

## Preludio
El comandante de la III Brigada de Infantería, general de brigada Omar Edgardo Parada, ordenó a la Compañía de Comandos 601 rastrillar la bahía San Carlos en busca de militares del Escuadrón de Botes Especial que rondaban la zona e instalar un puesto de observación en Fanning Head, una altura que domina la entrada del estrecho de San Carlos a la Bahía San Carlos.
El 13 de mayo la Compañía de Comandos 601 al mando del mayor Mario Castagneto arribó a San Carlos en helicópteros. Las 1.ª y 2.ª Secciones de Asalto inspeccionaron San Carlos mientras la 3.ª Sección de Asalto bajo el mando del teniente primero Daniel González Deibe inspeccionó Puerto San Carlos y se instaló en Fanning Head. Tras el regreso de los helicópteros a Puerto Argentino, los comandos simularon regresar a la capital a pie instalándose en los cerros cercanos para vigilar los asentamientos malvinenses.
El 15 de mayo el Equipo de Combate «Güemes» relevó a la 3.ª Sección de Asalto en Puerto San Carlos. Este Equipo bajo el mando del teniente primero Carlos Daniel Esteban se componía por una sección de tiradores del Regimiento de Infantería 25 a cargo del subteniente Roberto Reyes y una sección de apoyo del Regimiento de Infantería 12 conducida por el subteniente José Vázquez. El total era de 63 efectivos. La sección de apoyo estaba dotada de dos cañones sin retroceso de calibre 105 mm y dos morteros de calibre 81 mm. Sus misiones eran impedir el pasaje de barcos enemigos en la entrada norte del estrecho, controlar a la población de San Carlos y dar alerta temprana al desembarco.

## Combate
El 21 de mayo a las 02:00 horas (UTC-03:00) el subteniente Reyes detectó y disparó a un buque británico desde la Altura 234 con los dos cañones de 105 mm; el buque respondió disparando. Después efectivos del Escuadrón de Botes Especial atacaron la Altura 234. A las 04:00 horas la sección argentina se replegó con heridos.
El teniente primero Carlos Daniel Esteban detectó al desembarco británico a las 08:00 horas e informó al general Parada. Un número grande de infantes, helicópteros y tanques británicos avanzaron a Puerto San Carlos. Esteban destruyó su radio fija y documentos y se replegó a su retaguardia con sus 41 efectivos.
Un helicóptero Sea King británico cargado con tiradores avanzó hacia los defensores. Estos dispararon al helicóptero hasta que este cayó destruido. Después los militares argentinos derribaron un helicóptero antitanque Gazelle que cayó en la desembocadura del río San Carlos y mataron a los sobrevivientes que nadaban. El grupo argentino eliminó después a dos helicópteros más y mató a un tripulante que salió de uno de los aparatos.
El contingente al mando del teniente primero Esteban continuó el repliegue mientras era objeto de un impreciso fuego de artillería enemigo. Un helicóptero británico buscó infructuosamente al Equipo de Combate «Güemes». Finalmente los ataques aéreos argentinos posteriores distrajeron definitivamente la atención de los británicos sobre el grupo de Esteban.

## Secuelas
Las fuerzas británicas dominaron la bahía San Carlos constituyendo su cabeza de playa.
El grupo a cargo del teniente primero Esteban llegó a Douglas Paddock el 24 de mayo. Al día siguiente helicópteros del Ejército recuperaron al grupo.